# Baryceros flavofasciatus
Baryceros flavofasciatus är en stekelart som först beskrevs av Maximilian Spinola 1840.  Baryceros flavofasciatus ingår i släktet Baryceros och familjen brokparasitsteklar. Inga underarter finns listade.